# Henrik Wilhelm Söderman
Henrik Wilhelm Söderman, född 29 mars 1829 i Films socken, död 13 april 1901 i Uppsala, var en svensk affärsman och industriman.
Henrik Wilhelm Söderman var son till uppsättaren vid Österby bruk Anders Söderman och Anna Lovisa Söderberg. Han kom 1842 till Uppsala som skräddarlärling, var därefter några år handelsbiträde och öppnade 1855 egen handel i Uppsala. Med skarp blick för affärer ökade han sin affärsverksamhet alltmer till att särskilt omfatta Uppsalas bryggeri- och brännerirörelse. Mest känd blev Söderman som grundaren av Upsala Ångqvarn. Kvarnen, som byggts 1864, inköptes 1874 av Söderman 1874 och gjordes samma år till aktiebolag. Företaget, vars verksamhet från början bestod av att bedriva kvarnrörelse, tillverka och förädla sprit samt senare även fabricera pressjäst, moderniserades och utvidgades under Södermans ledning till Uppsalas största industri. Söderman var bolagets VD 1874–1877. På grund av tvistigheter skildes han 1877 helt från bolagets ledning men återkom 1882 och var därefter åter VD till sin död. Söderman ägde flera jordegendomar, bland annat Henriksberg i Rasbo socken. Han var medlem av Uppsala stadsfullmäktige 1875–1878 och 1883–1901.